# Иван Забунов
Иван Данилович Забунов е историк, доцент, общественик и депутат в парламента на Молдова (1994–1998) от български етнически произход. Председател е на българското дружество „Възраждане“ в Кишинев.

## Биография
Роден е на 28 юни 1948 г. в село (днес град) Твърдица, Молдавска ССР, СССР. Завършва специалност „История“ в Кишинев, а след това специализира в Москва и София, придобива научната степен доктор през 1975 г. и научното звание доцент през 1984 г.
Основава българското културно-просветно дружество „Възраждане“ в Кишинев през 1989 г., избран е за негов председател.
В периода 1994–1998 г. като депутат в парламента на Молдова отговаря в комисията по правата на човека и междуетнически отношения. Участва активно в разработване и обсъждане на всички законодателни инициативи по правата на националните малцинства.
Умира на 7 февруари 2020 г.